# Blissed Out
Blissed Out è un album di remix del 1991 del gruppo musicale britannico pop / dance The Beloved, contenente diverse versioni alternative di 8 dei 10 brani contenuti nel precedente album di studio della band, Happiness, Numero 14 nella classifica britannica, da cui erano stati estratti 4 singoli di successo, tutti riproposti qui, in vari remix, oltre ad altri 3 brani, che non figuravano su quel long playing, per la prima volta inseriti su un album del gruppo (che da questo disco in poi perde il tipico articolo determinativo iniziale The, optando per il semplice Beloved).

## Il disco
L'enorme successo nazionale e internazionale di Happiness spinge la band a pubblicare un nuovo singolo a ridosso di quel secondo album di inediti, l'inedita "It's Alright Now" che, pur non discostandosi molto dallo stile dei quattro fortunati 45 giri che l'hanno preceduta, non riesce a entrare nella UK Top 40, fermandosi appena al Numero 46, ma rivelandosi molto utile nella promozione della nuova compilation di remix, consistente per lo più in una versione espansa e rimodellata di Happiness, come già suggerisce il legame tra i due titoli nell'originale inglese: mentre «happiness» significa infatti 'felicità', «blissed out» è un neologismo ricavato dal sostantivo «bliss», 'beatitudine', che si può tradurre approssimativamente come 'completamente estasiati'.
Come accennato, quasi tutti i brani del precedente lavoro di studio ricompaiono su una delle tre edizioni disponibili dell'album di remix, in una o più versioni remixate, compreso un remix alternativo della recente "It's Alright Now" e un paio di brani strumentali, pensati per un massiccio utilizzo da parte dei DJ, "Pablo (Special K Dub)" e "Paradise (My Darling, My Angel)", all'epoca per lo più inediti - il secondo era già apparso come lato B sul singolo di "Hello", che aveva raggiunto il Numero 19 nella classifica britannica, regalando al gruppo la sua prima Top 20 e, dunque, un'ampia diffusione mediatica.
Le 3 differenti edizioni della rivisitazione a lungo respiro del 1991 sono diverse per durata complessiva e numero di brani, variabili a seconda del relativo formato: l'LP in vinile, il più breve dei tre, comprende soltanto 8 pezzi, nessuno dei quali si ripete due volte; la versione in CD, che è l'unica tuttora disponibile, contiene 11 tracce, 3 delle quali presenti in 2 diversi remix ciascuna; l'edizione in MC, la più ricca, include 16 brani e si conclude con "Acid Love", che aveva rappresentato il primo tentativo della band di pubblicare un brano di orientamento dance, dopo gli esordi new wave e pop rock alla New Order dell'album/raccolta Where It Is, e dopo il passaggio da quartetto a duo, ma che era risultato in uno sfortunato doppio lato A, congiuntamente a "Loving Feeling", entrambe pubblicate nel 1988, poco prima che "The Sun Rising" spopolasse nelle discoteche per poi diventare, poco più tardi, la loro prima hit in Gran Bretagna.
Quest'ultima contiene, in tutte le sue versioni, un tipico campionamento, estrapolato dalla registrazione per la Hyperion Records del brano "O Euchari" di Emily Van Evera, che viene accreditato, per la prima volta, soltanto nell'edizione in cassetta dell'album di remix dei Beloved del 1991, mentre nessuno dei formati originali di Happiness, il lavoro che conteneva la versione di "The Sun Rising" poi divenuta celebre, ne fa menzione. La citazione a posteriori del brano da cui è tratto il sample fungerà da pietra miliare per tutti gli accreditamenti successivi, da allora divenuti obbligatori nell'industria discografica, tanto da rientrare nei credits autoriali dei nuovi brani.
Per inciso, "It's Alright Now" e l'album di remix del 1991 sono gli ultimi due lavori realizzati all'epoca da Jon Marsh, cantante e primo fondatore dei Beloved, con l'altro membro originario del gruppo, il chitarrista Steve Waddington; entrambi i componenti, tra l'altro, entrambi anche tastieristi, appaiono visivamente, in un articolo della loro discografia, per la prima volta come duo, su una curiosa fotografia stampata proprio all'interno del libretto nell'edizione in compact disc dell'album del 1991, che ritrae soltanto la metà superiore dei loro volti, mettendo in risalto delle acconciature volutamente enfatizzate (dei riccioli bruni con riflessi castani per Jon e un caschetto nero corvino per Steve), che a lungo hanno fatto credere si trattasse delle coriste del gruppo.
In ogni caso, quando uscirà il successivo album di inediti, Conscience, nel 1993, Waddington avrà ormai lasciato la band (assieme all'articolo determinativo nel nome del gruppo), sostituito dalla moglie di Marsh, Helena, dopo di che i Beloved non cambieranno più formazione (mentre ci saranno ulteriori fluttuazioni nel nome, che ritroverà il suo «The» iniziale, per poi perderlo nuovamente, tanto che ormai ci si riferisce alla band indifferentemente come a «The Beloved» o «Beloved», con la solita preferenza tutta italiana per la forma priva di articolo).
Recentemente, comunque, Jon è tornato a collaborare sia con Steve che con altri su nuovo materiale, anche se nulla è dato sapere in proposito e, a quanto pare, il materiale sarebbe ancora da ultimare. Le ultime notizie, risalenti al mese di luglio del 2008, davano in programma, per la fine dell'anno, un nuovo album dei Beloved, ormai assenti dalle scene musicali con un lavoro a lungo respiro dal 1996, anno in cui è uscito l'ultimo album di inediti di Helena e Jon, intitolato X, seguìto soltanto da una raccolta di singoli, pubblicata nel 1997 come Single File e ristampata nel 2005 come The Sun Rising.

## Tracce

### LP
1. (A1) "Up, Up and Away" (Happy Sexy Mix) - 7:08
2. (A2) "Hello" (Honky Tonk) - 6:10
3. (A3) "Wake Up Soon" (Something to Believe In) - 6:14
4. (A4) "Time After Time" (Muffin Mix) - 6:18
5. (B1) "Pablo" (Special K Dub) - 4:57
6. (B2) "The Sun Rising (Norty's Spago Mix) - 7:04
7. (B3) "It's Alright Now" (Back to Basics) - 5:35
8. (B4) "Your Love Takes Me Higher" (Calyx of Isis) - 10:44

### CD
1. "Up, Up and Away" (Happy Sexy Mix) - 7:08
2. "Hello" (Honky Tonk) - 6:10
3. "Wake Up Soon" (Something to Believe In) - 6:14
4. "Time After Time" (Muffin Mix) - 6:18
5. "Pablo" (Special K Dub) - 4:57
6. "The Sun Rising (Norty's Spago Mix) - 7:04
7. "It's Alright Now" (Back to Basics) - 5:35
8. "Your Love Takes Me Higher" (Calyx of Isis) - 10:44
9. "Up, Up and Away" (Beautiful Balloon Mix) - 6:51
10. "Hello" (What's All This Then?) - 4:34
11. "The Sun Rising" (Danny's 'Love Is...' Mix) - 4:29

### MC
1. (A1) "Up, Up and Away" (Happy Sexy Mix)
2. (A2) "Hello" (Honky Tonk)
3. (A3) "Wake Up Soon" (Something to Believe In)
4. (A4) "Time After Time" (Muffin Mix)
5. (A5) "Pablo" (Special K Dub)
6. (A6) "The Sun Rising (Norty's Spago Mix)
7. (A7) "It's Alright Now" (Back to Basics)
8. (A8) "Your Love Takes Me Higher" (Calyx of Isis)
9. (B1) "Up, Up and Away" (Beautiful Balloon Mix)
10. (B2) "Hello" (What's All This Then?)
11. (B3) "The Sun Rising" (Danny's 'Love Is...' Mix)
12. (B4) "Your Love Takes Me Higher" (Simply Divine)
13. (B5) "Paradise" (My Darling, My Angel)
14. (B6) "Time After Time" (Through the Round Window)
15. (B7) "Don't You Worry" (Timeless Dub)
16. (B8) "Acid Love"

## Singoli e promo tratti dall'album
- 1990 - "It's Alright Now" (UK numero 48)
- 1990 - "Up, Up and Away" (soltanto promo)
- 1991 - "The Remix EP" (promo medley)

## Credits

### Band
- Jon Marsh: tastiera, voce, programmazione, musica, testi; produzione e missaggio numero 7
- Steve Waddington: chitarra, tastiere, musica, testi

### Produzione e remix
- Martyn Phillips: produzione generale tranne dove indicato; produzione aggiuntiva numero 8; tecnico del suono per il missaggio
- Adam & Eve: produzione numero 5, missaggio numero 2, 5; produzione aggiuntiva numero 8; remix e produzione extra numero 9, 10
- Paul Staveley O'Duffy per Spitfire Productions: produzione numero 8
- Danny Rampling: remix e produzione extra numero 1 e 11
- The Little Sisters: remix e produzione extra numero 4; produzione supplementare numero 2
- Bill Coleman per Peace Bisquit Productions: post-produzione e remix numero 3
- Paul Robb per Milspec Productions: post-produzione e remix numero 3
- Tony Humphries: remix e produzione extra numero 6
- Doc Dougherty, Norberto Cotto: missaggio numero 6
- The Baby Brothers: missaggio numero 8
- Dominique Brethes, Robin Hancock, George Holt, Ingo, Lloyd Puckitt, George Shilling, Nomad Soul, Ren Swan, Steve Taylor: tecnici del suono per il missaggio
- WEA Records Ltd: edizioni musicali

## Dettagli pubblicazione
| Paese    | Data | Etichetta    | Formato | N° Catalogo  |
| Germania | 1991 | WEA/EastWest | CD      | 9031-72907-2 |
| Francia  |      |              |         | CA 851       |
|          |      |              |         | LC 1557      |